# Jameson Islands
Jameson Islands är öar i Kanada.   De ligger i territoriet Nunavut, i den centrala delen av landet, 3 200 km nordväst om huvudstaden Ottawa. Arean är 27,0 kvadratkilometer.
Terrängen på Jameson Islands är platt. Öns högsta punkt är 108 meter över havet. Den sträcker sig 7,6 kilometer i nord-sydlig riktning, och 7,1 kilometer i öst-västlig riktning.